# Kanaloa manoa
Kanaloa manoa är en kräftdjursart som beskrevs av J. L. Barnard 1970. Kanaloa manoa ingår i släktet Kanaloa och familjen Exoedicerotidae. Inga underarter finns listade i Catalogue of Life.